# Iva Šimić Šakoronja
Iva Šimić Šakoronja hrvatska je glumica
Porijeklom je iz Bosne i Hercegovine, a preselila se u Zagreb kada je imala pet godina gdje je išla u srednju školu. Upisala je studij glume na Akademiji dramske umjetnosti u Zagrebu. Diplomirala je u rujnu 2017. godine u klasi profesora Dolenčića i Bobana.
Glumila je u brojnim predstavama u kazalištima: KNAP, Gavella, Mala scena, Kerempuh i dr. Glumila je u većem broju kratkih filmova kao što su: „Dani”, „Pokoravanje”, „Naopako” i dr. Njena prva uloga u dugometražnom filmu bila je uloga Mirne u hrvatskom filmu „Zbornica” redateljice Sonje Tarokić 2021. godine, a prva uloga u zagrebačkom HNK-u u predstavi „Plodna voda” 2023. godine. Glumi u hrvatskoj tv-seriji „U dobru i zlu” u ulozi Željke 2024. godine.
Zajedno s glumicom Glorijom Dubelj snima komične skečeve i objavljuje ih na društvenim mrežama. 2025. godine postavile su i kazališnu predstavu Iva i Gloria koja je postala jedna od najgledanijih predstava u povijesti Republike Hrvatske.
Udana je za glumca Matiju Šakoronju, s kojim ima sina Tomu.